# Isodontia severini
Isodontia severini là một loài côn trùng cánh màng trong họ Sphecidae, thuộc chi Isodontia. Loài này được Kohl miêu tả khoa học đầu tiên năm 1898.